# زكي الخطيب
زكي الخطيب (1887-1961)، سياسي سوري من دمشق، كان أحد مؤسسي الكتلة الوطنية وتسلّم وزارة العدل في زمن الانتداب الفرنسي وفي مطلع عهد الاستقلال، كما شارك في كتابة الدستور السوري الأول سنة 1928 والثاني سنة 1950.

## البداية
ولِد زكي الخطيب في دمشق لأُسرة دينية عريقة، درّس الكثير من أبنائها في الجامع الأموي، وكان والده الشيخ أبو الخير الخطيب من أشهر علماء عصره في بلاد الشام. دَرَس زكي الخطيب في مدرسة السلطان بيازيد في إسطنبول وفي المعهد الملكي، وتخرج حاملاً شهادة أولى بالحقوق وثانية بالعلوم السياسية والإدارية.

## العمل الحكومي
عُين الخطيب بداية في ولاية دمشق وأصبح قائم مقام سنجار سنة 1910. انتقل بعدها إلى عكار ولكنه بدأ بانتقاد الدولة العثمانية لممارساتها ولإعدامها عدداً من قادة المجتمع السوري عام 1916 فتم فصله من الخدمة ونفيه إلى مدينة ديار بكر حتى نهاية الحرب العالمية الأولى. عاد بعدها إلى دمشق وبايع الأمير فيصل بن الحسين حاكماً عربياً على المدينة، فقام الأخير بتعينه قائم مقام على مدينة عجلون وفي عام 1919 مديراً لمراسلات مدينة حلب.

## العمل الإداري في زمن الانتداب الفرنسي
حافظ زكي الخطيب على منصبه الحكومي في ظلّ حكم الانتداب الفرنسي الذي فرض على سورية عام 1920 وفي عام 1922، عُيّن رئيساً لديوان دولة الاتحاد السوري التي جمعت بين دولة دمشق ودولة حلب ودولة العلويين. وفي عام 1926، كلفه وزير الداخلية حسني البرازي برئاسة ديوان الوزارة خلال الثورة السورية الكبرى، وأعيد تكليفه بنفس المنصب في عهد الوزير رؤوف الأيوبي.

## مع الكتلة الوطنية عام 1927
بعد انتهاء الثورة، انضم زكي الخطيب إلى صفوف الكتلة الوطنية التي أُسست لمحاربة الاستعمار الفرنسي بطُرق سلمية، وطالبت بإلقاء السلاح والاعتماد على النضال السياسي لا العسكري لإنهاء الانتداب. عمل مع رئيس الكتلة هاشم الأتاسي على خلق قاعدة شعبيه لها بين الأوساط المحافظة والدينية التي كان الخطيب ينتمي إليها، وفي عام 1928، انتخب مشرعاً ممثلاً عن دمشق في المجلس التأسيس المُكلّف بوضع أول دستور جمهوري للبلاد. أنجز العمل خلال مدة أسبوعين ولكن الفرنسيين رفضوا التصديق على الدستور لخلوّه من أي اعتراف بشرعية الانتداب الفرنسي. طالبوا بتعديل ست مواد من مواده الإشكالية ولكن أعضاء الجمعية رفضوا الاستجابة، فقامت المفوضية الفرنسية العليا في بيروت بتعطيل عملهم ورفض الدستور المقترح. وفي عام 1932 انتخب نائباً عن دمشق في البرلمان السوري، على قائمة الكتلة الوطنية.

## الانشقاق عن الكتلة
انشق زكي الخطيب عن الكتلة سنة 1936 بعد إبرامها معادة مع الحكومة الفرنسية، تُعطي الفرنسيين حق الانتفاع من الأراضي السورية في حال نشوب حرب عالمية جديدة في أوروبا، مع امتيازات ثقافية وسياسية بعيدة المدى، مقابل قبول الفرنسيين بوضع حد زمني للانتداب، ينتهي بشكل تدريجي بعد خمس وعشرين سنة. رأى الخطيب أن الوفد المفاوض لم يراعِ مصالح الشعب السوري ورفض الاعتراف بشرعية زملائه في الكتلة الذين وصلوا إلى الحكم بموجب اتفاقية عام 1936. أسس حزباً سياسياً معارضاً لهم، سمي حزب الاتحاد الوطني وانضم إلى صفوف الزعيم عبد الرحمن الشهبندر، أحد زعماء الثورة السورية الكبرى والذي قاد المعارضة ضد المعاهدة وبنودها.

## اعتقال الخطيب سنة 1938
وفي 16شباط 1938، أُلقي القبض على زكي الخطيب بأمر من صديق الأمس جميل مردم بك، الذي بات رئيساً للوزراء، وزُجّ في سجن الشيخ حسن بتهمة عقد اجتماع سياسي غير مُرخص في حي الميدان، تم في أثنائه توزيع مناشير فيها تحريض على الحكم وعلى رئيس الحكومة بالتحديد. تبرع عدد من أبرز المحامين السوريين للدفاع عنه، يترأسهم نقيب المحامين أحمد فؤاد القضماني، ولكن المحكمة المختصة حكمت عليه بالسجن مدة أربعة أشهر. خرج بعدها ناقماً على الكتلة وعلى كافة زعمائها.

## اغتيال الشهبندر
في صيف عام 1940 اغتيل الدكتور عبد الرحمن الشهبندر في عيادته الطبية بدمشق ووجهت أصابع الاتهام إلى خصومه في الكتلة الوطنية، وتحديداً جميل مردم  بك ولطفي الحفار وسعد الله الجابري. تبرع الخطيب للدفاع عن أسرة الشهبندر في ادعائها على زعماء الكتلة وقام بمواجهتهم في المحكمة المخصصة التي شُكلت في مبنى المجلس النيابي، ولكنها أعلنت أن لا علاقة لهم بهذه الجريمة، وتمت تبرئتهم جميعاً.

## وزيراً للعدل
في 20 أيلول 1941، ذهبت رئاسة الحكومة لصديق الشهبندر الوفي حسن الحكيم، الذي كلّف زكي الخطيب بحقيبة العدل حتى 17 نيسان 1942. أشرفت هذه الحكومة على توحيد البلاد السورية وعلى ضم دولتي الدروز والعلويين إلى أراضيها، كما أعلنت عن استقلال سورية من نظام الانتداب مع القبول ببقاء الجيش الفرنسي على في سورية إلى حين انتهاء الحرب العالمية الثانية.

## في عهد الاستقلال
بعد إعلان الجلاء عام 1946، عاد زكي الخطيب إلى المجلس النيابي بشكل مستقل، وفي عام 1949 انتخب عضواً في المؤتمر التأسيسي المكلف بوضع دستور جديد للبلاد، بعد القضاء على حكم حسني الزعيم العسكري. تحولت هذه اللجنة إلى مجلس نيابي، وقامت بانتخاب هاشم الأتاسي رئيساً للبلاد. في عهده، شكل الدكتور ناظم القدسي الحكومة الوطنية الأولى في كانون الأول 1949، وقام بتعيين الخطيب وزيراً للعدل ولكن الحكومة سقطت بعد ثلاثة أيام فقط، وحل بدلاً منه فيضي الأتاسي في حكومة جديدة ترأسها خالد العظم. ولكن القدسي أعاد تكليفه بنفس الحقيبة في حكومته الثانية والثالثة، من حزيران 1950 وحتى آذار 1951.

## الوفاة
غاب زكي الخطيب عن أي منصب سياسي في المراحل اللاحقة، ولكنه توارى عن الأنظار في عهد العقيد أديب الشيشكلي، خوفاً من الاعتقال بسبب مواقفه المعارضة لحكم العسكر. توفي في دمشق عن عمر ناهز 74 عاماً يوم 24 نيسان 1961، خلال الأشهر الأخيرة من الوحدة السورية المصرية.